# The Boxing Cats
Pour plus de détails, voir Fiche technique et Distribution.
The Boxing Cats est un film américain réalisé par William Kennedy Laurie Dickson, sorti en 1894.

## Synopsis
Deux chats (présentés dans le « carton » du titre comme appartenant à un certain « Professeur Welton » et son « Cat Circus ») se battent aux poings sur un ring à leur taille. Ils sont munis de gants de boxe anglaise et leur dresseur les tient debout face à face par leur collier.

## Fiche technique
- Titre : The Boxing Cats
- Réalisation : William Kennedy Laurie Dickson
- Production : Edison Manufacturing Company
- Photographie : William Heise
- Durée : 15 s
- Format : 35 mm à double jeu de quatre perforations rectangulaires par photogramme, noir et blanc, muet
- Pays :  États-Unis
- Date : 1894